# Ron Lloyd
Ron Lloyd est un officier de la Marine royale canadienne qui est le commandant de celle-ci depuis 2016.

## Biographie
Ron Lloyd étudia au Collège militaire Royal Roads à Colwood en Colombie-Britannique. Il s'enrôla dans les Forces armées canadiennes en 1985. De 2000 à 2002, il était le commandant du NCSM Charlottetown et, de 2004 à 2006, du NCSM Algonquin. De 2008 à 2009, il était le commandant des Forces maritimes de l'Atlantique, puis, de 2009 à 2010, des Forces maritimes du Pacifique. Depuis 2016, il est le commandant de la Marine royale canadienne.

## Annexe